# Timmersteek
De Timmersteek is een knoop die, evenals de mastworp, aan het begin gebruikt wordt bij een sjorring, vaak als begin van een diagonaalsjorring. Ook wordt hij gebruikt om palen op te hijsen of takken te verslepen, maar dan wel samen met een halve steek (hier vaak muilslag of muilslang geheten) omwille van veiligheidsredenen.

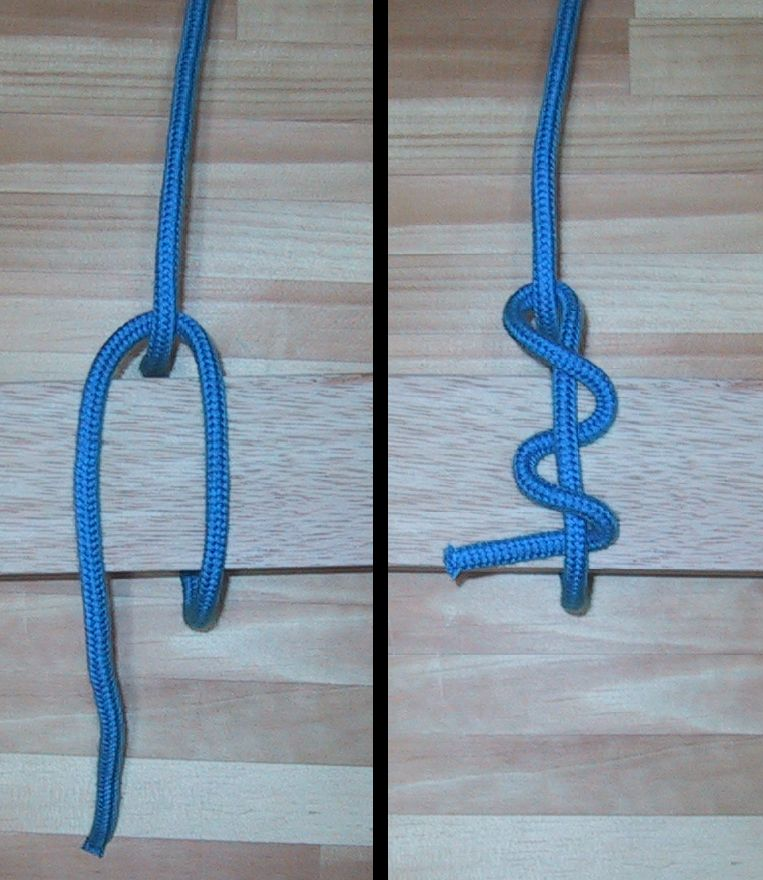
Start van een timmersteek

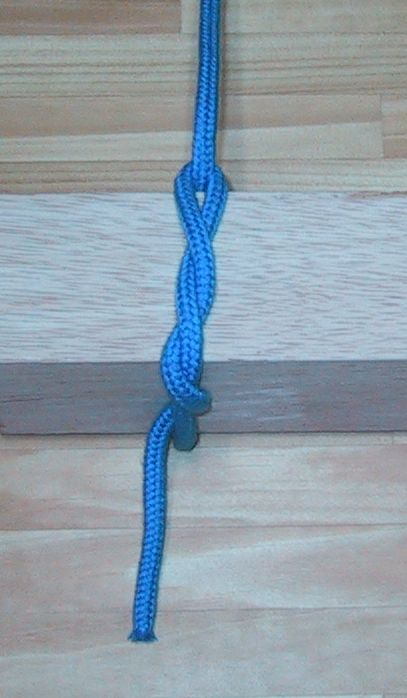
Aantrekken van een timmersteek